# Historische Kring Huessen
De Historische Kring Huessen is een historische vereniging die onderzoek verricht en belangstelling wil kweken voor de geschiedenis van de stad Huissen. De vereniging met ruim 1.000 leden tracht het cultureel en historisch erfgoed levend te houden door het organiseren van tentoonstellingen, lezingen en publicaties. Sinds 1995 beheert de kring het Stadsmuseum Hof van Hessen. De kring werkt samen met andere organisaties in Huissen die het Huissens erfgoed behartigen en met de historische kringen van de andere kernen in de gemeente Lingewaard.

## Oprichting
In 1938 wordt in Huissen de Oudheidkundige Club Hussia opgericht, een club van jongens die in de geschiedenis van Huissen geïnteresseerd waren. In 1940 volgde de oprichting op initiatief van burgemeester C.M.J. Dony van de Stichting Oudheidskamer Huissen, waarin het gemeentebestuur, de Huissense kerken, het Dominicanenklooster en de Huisense Gilden samenwerkten. De oudheidskamer overleefde echter de oorlog niet en eindigde in 1944. In 1975 volgde de oprichting van de Historische Kring Huessen op initiatief van Theo Janssen, Henny Derksen, Emile Smit (in 2020 voorzitter) en Jan Zweers. Derksen was al betrokken geweest bij Hussia en bij de Oudheidskamer. Vanaf het begin hield de kring zich bezig met lezingen en publiceren. De kring beschikte niet ov er een eigen ruimte. Dit veranderde in 1991, toen de kring een de beschikking over een pand. In dat pand werd in 1995 het stadsmuseum geopend.

## Publicaties
De kring geeft sinds 1975 vijf keer per jaar het periodiek de Mededelingen omtrent de verenigingsactiviteiten en de resultaten van historisch onderzoek door de Historische Kring Huessen uit. Daarnaast geeft de kring eens per twee jaar een boekwerk uit in de reeks Bijdragen tot de Geschiedenis van Huissen, waarvan in 2019 het 22e boekwerk verscheen. In die reeks diepen auteurs van de kring facetten van de geschiedenis van Huissen uit.

## Werkzaamheden
De Historische Kring Huissen heeft secties, waarin vrijwilligers van de kring onderzoek verrichten:
- Archeologie: verricht archeologisch bodemonderzoek en restaureert-, tekent- en fotofrafeert deze bodemvondsten
- Beeld en Geluid: inventariseert en beschrijft beeld- en geluiddragende documenten, digitaliseert deze en slaat ze op in een databestand
- Bronneninventarisatie: archiveert documenten en krantenknipsels, verricht archiefonderzoek
- Genealogie: registreert genealogische (familie)gegevens, reconstrueert stambomen, beheert bidprentjes
- Heemkunde: inventariseert folklorische gebruiken, -namen, -spreekwoorden, -kleding. -ambachten enz.
- Transcriptiegroep: transcribeert oude documenten

Daarnaast beheren vrijwilligers de bibliotheek van de kring, richten (wissel)tentoonstellingen in, verzorgen het stadsmuseum Hof van Hessen en verzorgen rondleidingen door Huissen. De kring verzorgt bruine bordjes op bezienswaardigheden in Huissen en daar waar de stadspoorten stonde, heeft de kring poortborden geplaatst.

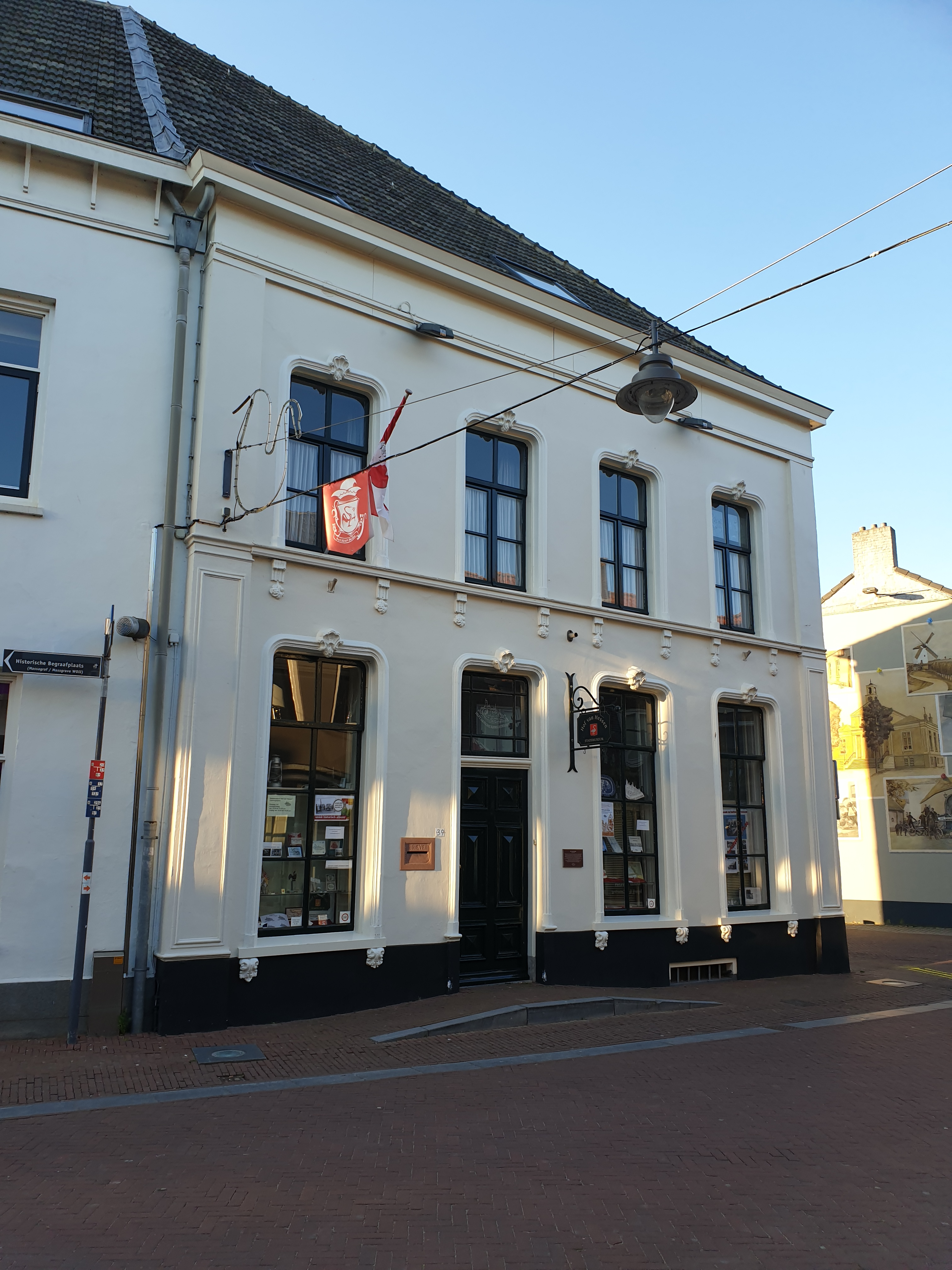
Stadsmuseum Hof van Hessen
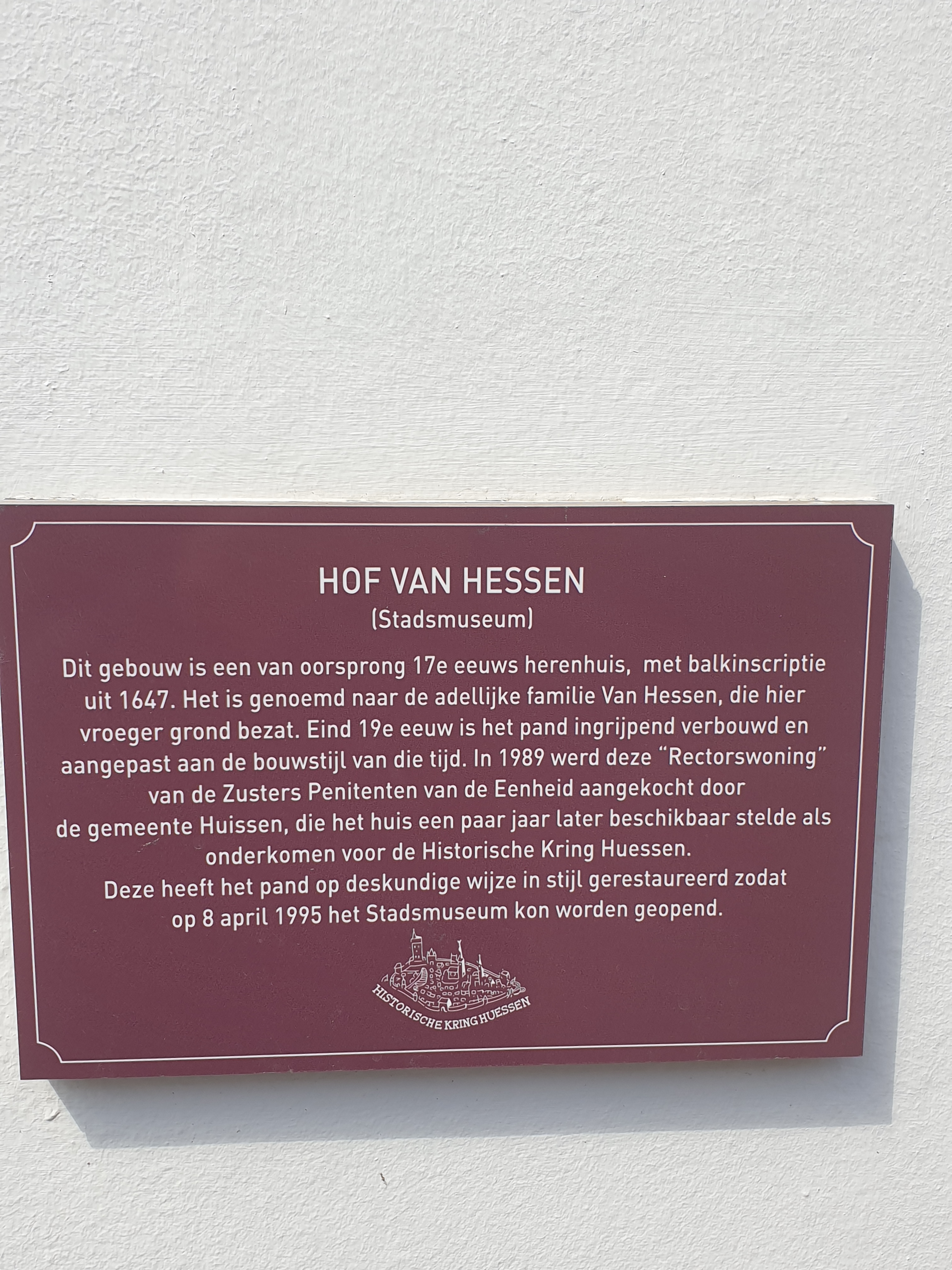
Voorbeeld van bruin bordje voor bezienswaardigheden